# 日贝勒
日贝勒（法語：Gibel，法語發音：[ʒibɛl]）是法国上加龙省的一个市镇，属于图卢兹区。

## 地理
日贝勒（43°17'37"N, 1°40'44"E）面积19.4 平方千米，位于法国奧克西塔尼大區上加龙省，该省份为法国西南部内陆省份，西南端与西班牙接壤，自此顺时针与上比利牛斯省、热尔省、塔恩-加龙省、塔恩省、奥德省和阿列日省接壤。
与日贝勒接壤的市镇（或旧市镇、城区）包括：马泽尔、法雅克拉勒朗克、马尔坎、莫朗迪耶、凯尼亚克、卡尔蒙、莫内斯特罗勒、蒙雅尔。

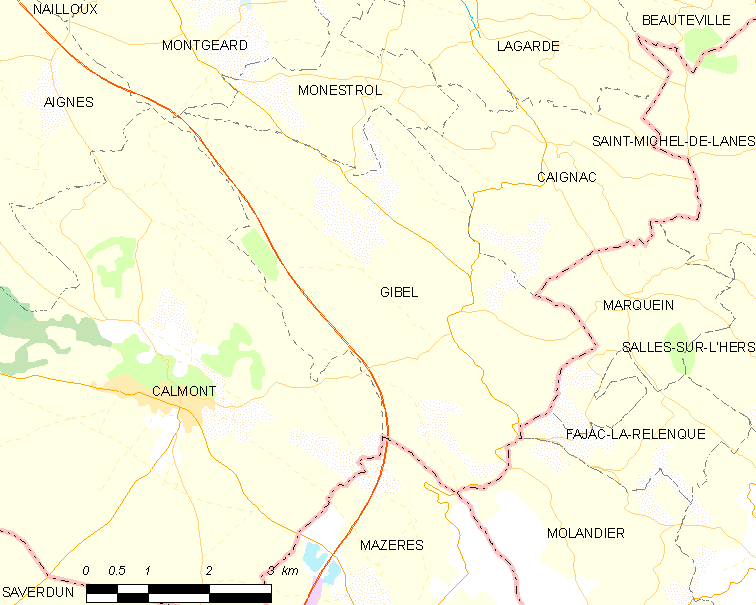
日贝勒的OSM定位图

日贝勒的时区为UTC+01:00、UTC+02:00（夏令时）。

## 行政
日贝勒的邮政编码为31560，INSEE市镇编码为31220。

## 政治
日贝勒所属的省级选区为埃斯卡尔康斯县。

## 人口

1962-2008年间日贝勒人口变化图示

日贝勒于2022年1月1日时的人口数量为388人。